# Crioa lignificta
Crioa lignificta är en fjärilsart som beskrevs av Walker 1869. Crioa lignificta ingår i släktet Crioa och familjen nattflyn. Inga underarter finns listade i Catalogue of Life.